# Kuppen i Lillehammer

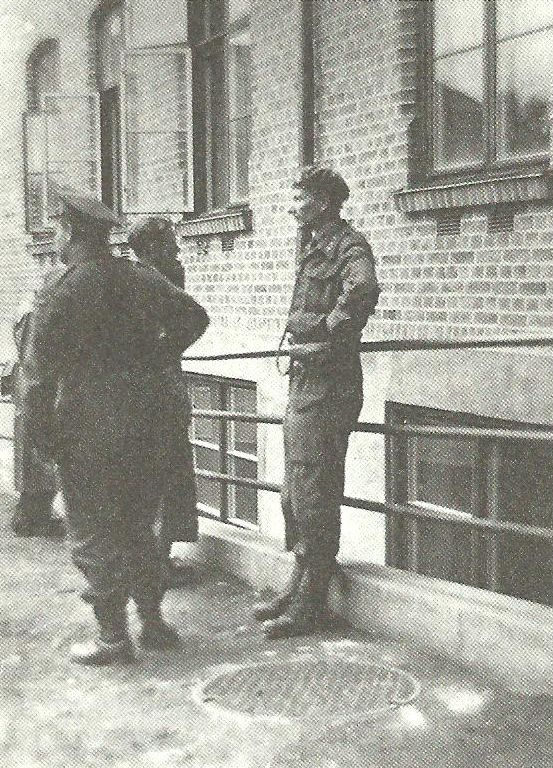
Norsk och brittisk militär personal i Lillehammer 26 juni 1945. Foto taget av Erik Myhre (1900-1983), från boken Fra varm til kald krig, av professor Tore Pryser. Mannen till höger är Kristian Gleditsch och mannen till vänster, med ryggen mot fotografen, är den brittiske majoren W. D. MacRoberts, som ledde aktionen.

Kuppen i Lillehammer, också känd under den amerikanska beteckningen Operation Claw, var en gemensam svensk-amerikansk aktion, som med norskt stöd genomfördes i Lillehammer omedelbart efter den tyska kapitulationen i slutet av andra världskriget. Genom ett avtal med den tyske överkommendanten för Wehrmacht i Norge överfördes 35 underrättelsespecialister och diverse utrustning först till Sverige och sedan till det amerikanska lägret i Tyskland. Underrättelsematerialet från kuppen i Lillehammer, bland annat en sovjetisk kodbok, var till nytta för amerikanerna under det kalla kriget.
Kuppen i Lillehammer var omstridd  i samtiden och också i senare tid. I samtiden var det kontroversiellt att amerikanerna agerade i det som ansågs vara britternas område för  att skaffa sig information om sin allierade Sovjetunionen i samarbete med det neutrala Sverige. Under senare tid har den norske motståndsmannen Kai Holsts plötsliga död i juni 1945 satts i samband med kuppen i Lillehammer.

## Bakgrund till kuppen
Redan innan kriget var över i Europa hade de olika allierade länderna påbörjat jakten på tyska vetenskapsmän och annan tysk expertis. Signalunderrättelsetjänst hade varit central under andra världskriget, särskilt britternas arbete med att knäcka koden från den tyska Enigma-maskinen hade varit en viktig faktor. Jaltakonferensen i februari 1945 avslöjade stora intressekonflikter mellan de allierade i väst och Stalin, och förhållandet mellan parterna hade blivit kyligt.
Amerikansk underrättelsetjänst var mycket intresserad av de tyska experternas kunskap om sovjetiska förhållanden. Direkt efter krigets slut i Europa påbörjade de ett samarbete med den tyska generalmajoren Reinhard Gehlen och hans organisation Fremde Heere Ost (FHO), som hade lett tysk underrättelsetjänst på östfronten. Det var ett led i en organiserad framstöt att få tag i så mycket tysk underrättelseinformation- och personal som möjligt. Operationen gick under namnet Target Intelligence Committee (TICOM). 
Samtidig var kriget i Stilla havet fortfarande inte slut. USA och Sovjet var fortfarande allierade. De allierade definierade Norge som ”brittiskt område”. Både för USA och för det neutrala Sverige var saken därför mycket känslig och behandlades i största hemlighet.

## Svensk-amerikanskt samarbete

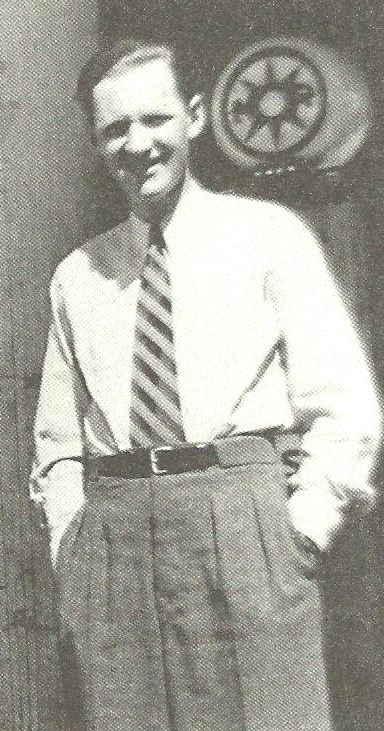
Kai Holst, vägvisare för den norsk-brittiska aktionen, rapporterades död genom självmord bara ett dygn senare.

I Wehrmachts läger i Lillehammer satt en grupp på 35 tyska experter på signalspaning. De hade arbetat på Östfronten mot sovjetiska styrkor, och hade ett arkiv och ingående kunskap om sovjetiska förhållanden. Detta var kunskap de allierade i väst och särskilt amerikanerna önskade att få insyn i, och som troligtvis också kom till nytta under det kalla kriget. 
I samarbete med den amerikanske underrättelsetjänsten Office of Strategic Services (OSS) och med stöd från den norska legationen i Stockholm for representanter för den svenska underrättelsetjänsten C-byrån tillsammans med två norska underrättelsespecialister till Lillehammer den 9 och 10 maj 1945. Den tyska expertgruppen togs från lägret och fraktades till Sverige. Efter några veckors uppehåll i Sverige flögs de 12 juni 1945 från Torslanda flygplats i Göteborg till Tyskland och togs i förvar i ett amerikanskt läger vid Wiesbaden. 
Överföringen av de tyska experterna från Lillehammer, som OSS kallade Operation Claw, styrdes från den högsta ledningen. Från amerikansk sida var chefen för OSS, generalmajor William J. Donovan involverad, från svensk sida chefen för försvarsstaben, generalmajor Ehrensvärd. Den kände svenska polisdirektören Harry Söderman var också involverad i aktionen från svensk sida.

## Den norsk-brittiska aktionen i juni 1945
Först i juni kom en brittisk aktion, stödd av norsk personal, igång i Wehmacht-lägret för att hitta Gestapo-anställda och annan tysk nyckelpersonal som försökte gömma sig bland vanliga soldater i tyska militärläger. De allierade definierade Norge som ”brittiskt område”, och styrkan som Kai Holst och andra norrmän var vägvisare för, skulle hitta gestapoanställda och annan tysk nyckelpersonal som försökte gömma sig bland vanliga soldater i Wehrmachts militärläger.Det blev emellertid snart klart att en del tysk nyckelpersonal hade avlägsnats i aktionen en månad tidigare.
Kai Holst hade arbetat vid militäravdelningen (Mi4) vid den norska ambassaden, och for efter razzian oväntat direkt tillbaka till Stockholm. Dagen efter hittades han skjuten på en vind i Stockholm. Officiell dödsorsak uppgavs vara självmord, men varken Holsts familj eller flera av hans kolleger från motståndsrörelsen har accepterat det och menar att han likviderades. Det kan vara så att Holst hade med sig information från Lillehammer som kunde skada denna operation och därför måste betala med livet. Information om kuppen i Lillehammer var åren efter kriget hemligstämplad, och allt är fortfarande inte tillgängligt. En rapport om fallet i brittiska National Archives är hemligstämplad fram till 2020.

## Radio
- Elgemyr, G., "Den mystiska kofferten från Lillehammer" och "Liket på Gärdet i Stockholm", Sveriges Radio P-1, 17 april och 20 april 1992